# Regina International Airport

i7
i11
i13
Der Regina International Airport, auch Flughafen Regina ist ein internationaler Verkehrsflughafen nahe der Stadt Regina in der kanadischen Provinz Saskatchewan. Der Flughafen ist ein Platz des National Airports Systems und befindet sich im Eigentum von Transport Canada. Betrieben wird er von der „Regina Airport Authority“. Durch Nav Canada wird der Flughafen als Airport of Entry klassifiziert und es sind dort Beamte der Canada Border Services Agency (CBSA) stationiert, damit ist hier eine Einreise aus dem Ausland zulässig.
Der Flughafen ist gemessen an den Passagierzahlen nach dem Saskatoon John G. Diefenbaker International Airport der zweitgrößte Flughafen in der Provinz Saskatchewan. Der Flughafen ist von der kanadischen Flugsicherung NAV Canada für internationale Flüge zugelassen. 